# Edmund George Campbell
Edmund George Campbell, britanski general, * 1893, † 1972.